# Serban, Sinanpaşa
Savran là một thị trấn thuộc huyện Sinanpaşa, tỉnh Afyonkarahisar, Thổ Nhĩ Kỳ. Dân số thời điểm năm 2011 là 2.108 người.